# Лакоми, Райнхард
Райнхард Лакоми (нем. Reinhard Lakomy; 19 января 1946, Магдебург — 23 марта 2013, Берлин) — немецкий композитор, клавишник, вокалист, поэт-песенник. Его музыкальная палитра включает бардовские песни и баллады, эстрадные шлягеры, джаз, рок, электронную музыку, мюзиклы для детей.

## Биография
С детства Райнхард увлечённо играл на пианино. Своё музыкальное образование он начинал в ГДР в Магдебургской консерватории имени Георга Филиппа Телемана, где осваивал игру на фортепьяно и теорию композиции. Затем, переехав в Дрезден, продолжил обучение в Дрезденской Высшей школе музыки имени Карла Марии фон Вебера.
С  1967 до 1972 года Лакоми играл  в разных коллективах — в джазовом ансамбле Клауса Ленца, в рок-группе Puhdys, где замещал в 1969 году призванного в армию Петера Майера, в квартете Гюнтера Фишера.
После завершения службы в Национальной народной армии Лакоми покинул квартет Фишера и работал в различных музыкальных направлениях, среди прочего с хором девочек. В то время он записал ставшие популярными синглы: «Это было не впервые» (нем. Es war doch nicht das erste Mal) и «Сегодня я один» (нем. Heute bin ich allein). Их коммерческий успех критики оттенили упрёками в отказе от джазовых корней. Композитор вскоре основал свой Лакоми-ансамбль, с которым мог интерпретировать собственные песни. Его частым партнёром стала Ангелика Манн по прозвищу Лютте (нем. die Lütte).  В 1976 году за исполнение шансона Лакоми «Когда я тебя сегодня увидел снова» (нем. Als ich dich heute wiedersah) немецкий дуэт Гауф & Хенклер получил гран-при в Париже. После выхода четырёх долгоиграющих пластинок Лакоми в 1977 году ушёл из активного музыкального бизнеса, предпочитая погружаться в музыку, а «не порхать вокруг дельцов».
С 1978 года Райнхард и его жена Моника посвятили себя созданию детских песен и радио-мюзиклов. Наиболее известная их совместная работа — многосерийный цикл «Дерево волшебной мечты» (нем. Der Traumzauberbaum).
|                          |  |                                   |  |
| Райнхард Лакоми 1982 год |  | Моника и Райнхард Лакоми 1987 год |  |

В период между 1980 и 1991 гг. Лакоми играл также электронную инструментальную музыку под влиянием группы Tangerine Dream.
В своих воспоминаниях Райнхард рассказывал:

Как и все другие, я украдкой просматривал программы западногерманского телевидения, и однажды, в середине 70-х, я увидел выступление группы Tangerine Dream, концерт в соборе, в Англии. Никогда до этого я не слышал ни подобных ритмов, ни секвенций, ни звуков. Это просто невозможно было передать словами. В 80-м году Tangerine Dream привезли электронную музыку в ГДР, дав концерт во Дворце Республики. Концерт сопровождался лазерным шоу, что было абсолютным новшеством здесь. Никто здесь ни разу до этого концерта не слышал ничего даже подобного их акустической системе. Все это было новшеством не только здесь, но даже и на самом Западе. Так, благодаря одному вечеру, электронная музыка стала невероятно популярной у нас.— Изобретатели и первопроходцы электронной музыки
Первый электронный альбом Лакоми «Тайная жизнь» (нем. Das geheime Leben) появился в 1982 году и получил уничтожающий отзыв в музыкальном журнале ГДР. Но популярность альбома (вопреки высказанной критике) только возросла, было распродано около 100 000 его копий. Более двадцати лет Лакоми создавал саундтреки к фильмам, балетным спектаклям, телевизионным циклам, среди которых сериал Телефон полиции — 110.
До падения стены Лакоми не боялся открыто выражать своё отношение к несвободному режиму, протестовал против политического преследования известного барда Вольфа Бирмана. Для властей Лакоми был совершенно непредсказуем. Попытка его завербовать окончилась провалом, о ней музыкант громко рассказал при большом скоплении народа. Одну из своих песен он озаглавил «Всё — ШТАЗИ, кроме мамы» (нем. Alles Stasi ausser Mutti). О себе Лакоми не раз говорил: «Я — козерог. Иду напролом, часто сквозь стену».
После поворота в жизни страны Лакоми стал активным оппонентом нахлынувшей с Запада коммерционализации искусства и культуры. Его даже заподозрили в ностальгии по ГДР, ссылаясь на текст песни 1993 года Die 6-Uhr-13-Bahn. В интервью на эту тему музыкант объяснил, что никакой ностальгии у него нет, но сильно раздражают неумелые потуги чиновников от культуры некритично и бездумно следовать западным клише. В условиях рыночной экономики по-настоящему прибыльными оказались для композитора только его детские песни и мюзиклы.
В 2005 году  Лакоми-ансамбль участвовал во Вторых Дельфийских играх (Кучинг /Малайзия), где наряду с известными прозвучала новая песня Райнхарда, написанная специально к этиму событию.
На выборах 2009 года композитор и певец (вместе с известными немецкими писателями, художниками, учёными, спортсменами) публично призывал голосовать за партию Левых.
Скончался Лакоми 23 марта 2013 года. В день похорон на кладбище в берлинском районе Бланкенбург с ним прощались родственники и друзья, включая известных музыкантов и политиков.

## Признание и награды
- 1981: Художественная премия ГДР[нем.]
- 1983: Художественная премия Немецкого общества спортивной гимнастики[нем.]
- 1984: Национальная премия ГДР 2-й степени
- 2009: Медаль имени Эриха Вайнерта[15]

26 мая 1997 года в Хальберштадте одна из специальных школ была названа в честь музыканта — «Reinhard-Lakomy-Schule». Также его имя получила одна из начальных школ в Котбусе .
В марте 2013 года многие выступавшие на церемонии прощания с музыкантом отмечали независимость, бескомпромиссность и общественную значимость как личности самого Лакоми, так и его творчества.  Лотар Биски, предложивший заботиться о развитии этого наследия певца, отметил, что Лакоми никому не прислуживал и не знал моральной трусости. Лотар де Мезьер вспоминал, что в 1960-е годы играл в группе Лакоми. Грегор Гизи подчеркнул, что его музыка свидетельствует о большом сердце, открытом для детей (нем. Er hatte ein großes Herz für Kinder. Das merkt man seiner Musik an) .

## Дискография

### Синглы
- Mädchen, mir kommt’s verdächtig vor | Es war doch nicht das erste Mal (1972, Amiga)
- Und ich geh’ in den Tag | Wenn du gehst (1973, Amiga)
- Du könntest mein Mädchen sein | Autofahren (1973, Amiga)
- Mir doch egal | Ein irrer Typ (1975, Amiga)
- Klavierstunde | Manchmal find’ ich keinen Schlaf (1975, Amiga)
- Es war doch nicht das erste Mal (EP, 1983, Amiga)

### Альбомы
с Лакоми-ансамблем
- Reinhard Lakomy (1973, Amiga)
- Lacky und seine Geschichten (1974, Amiga)
- Lackys Dritte (1975, Amiga)
- daß kein Reif ... (1976, Amiga)
- Die großen Erfolge (Сборник, Best of, 1977, Amiga

### Детские песни
- Reinhard Lakomy’s Geschichtenlieder (1978, Amiga)
- Der Traumzauberbaum (1980, Amiga)
- Mimmelitt, das Stadtkaninchen (1984, Amiga)
- Schlapps und Schlumbo (1986, Amiga)
- Der Wolkenstein (1989, Amiga)
- Der Wasserkristall (1992, Jumbo)
- Die Immerwiederlieder (1993, Jumbo)
- Der Regenbogen (1995, Polydor)
- Josefine, die Weihnachtsmaus (1997, Buschfunk)
- Das blaue Ypsilon (1999, Universal)
- Der Traumzauberbaum 2 – Agga Knack, die wilde Traumlaus (2001, Ravensburger)
- 25 Jahre Traumzauberbaum (2005, Eigenverlag)
- Kiki Sonne... eine Sternputzergeschichte (2007, Buschfunk)
- 30 Jahre Der Traumzauberbaum (2010, Eigenverlag)
- Der Traumzauberbaum 3 – Rosenhuf, das Hochzeitspferd (2011, Europa/Sony Music)
- Der Traumzauberbaum 4 – Herr Kellerstaub rettet Weihnachten (2012, Europa/Sony Music)

### Электронная музыка
- Das geheime Leben (1982, Amiga)
- Der Traum von Asgard (1983, Amiga)
- Zeiten (mit Rainer Oleak, 1985, Amiga)
- Aer (1991, Erdenklang)

## Музыка к фильмам (выборочно)
- 1973: Polizeiruf 110: Der Ring mit dem blauen Saphir (Телесерия)
- 1974: Der Leutnant vom Schwanenkietz (Телесерия)
- 1974: Polizeiruf 110: Konzert für einen Außenseiter (Телесерия)
- 1975: Karlemanns Brücke
- 1976: Unser stiller Mann
- 1976: Nelken in Aspik (также участвует как актёр)
- 1977: Polizeiruf 110: Trickbetrügerin gesucht (Телесерияe)
- 1980: Das Mädchen Störtebeker (Телесерия)
- 1983: Von der Schwierigkeit, sich zu verloben
- 1986: Das Schulgespenst
- 1986: Rund um die Uhr  (Телесерия)
- 1987: Liane (1987)|Liane
- 1988: Polizeiruf 110: Ihr faßt mich nie!(Телесерия)
- 1988: Felix und der Wolf
- 1989:Polizeiruf 110: Variante Tramper (Телесерия)
- 1989: Der Drache Daniel
- 1990: Abschiedsdisco
- 1990: Polizeiruf 110: Allianz für Knete (Телесерия)
- 1993: Zirri – Das Wolkenschaf

## Видео
- Сегодня я один  (нем.)
- Всё — ШТАЗИ, кроме мамы  (нем.)
- Шестичасовой трамвай № 13  (нем.)

### Автобиография
- Reinhard Lakomy. Es war doch nicht das letzte Mal... = Erinnerungen (нем.). — Berlin: Verlag Neues Leben, 2000. — ISBN 3-360-00923-1.